# Theodor Leupold
 (août 2024).
Theodor Ferdinand Leupold, né à Zittau en Allemagne, est un cycliste allemand. Il a participé aux premières olympiades modernes en 1896 à Athènes, en Grèce.

## Biographie
Leupold a participé aux épreuves du contre-la-montre et 100 kilomètres. Pour la première de ces épreuves, il termine cinquième (tout comme le britannique Frank Keeping et le français Léon Flameng) avec un temps de 27,0 secondes tandis qu'il abandonne pour l'autre épreuve après 37 kilomètres de course. Il devait également concourir pour l'épreuve de course sur route en individuel hommes mais il a abandonné avant.